# Liste von Gewässern in Äthiopien
Dies ist eine Liste von Gewässer in Äthiopien. Hier werden Fließ- und Standgewässer in Äthiopien aufgelistet.

## Fließgewässer

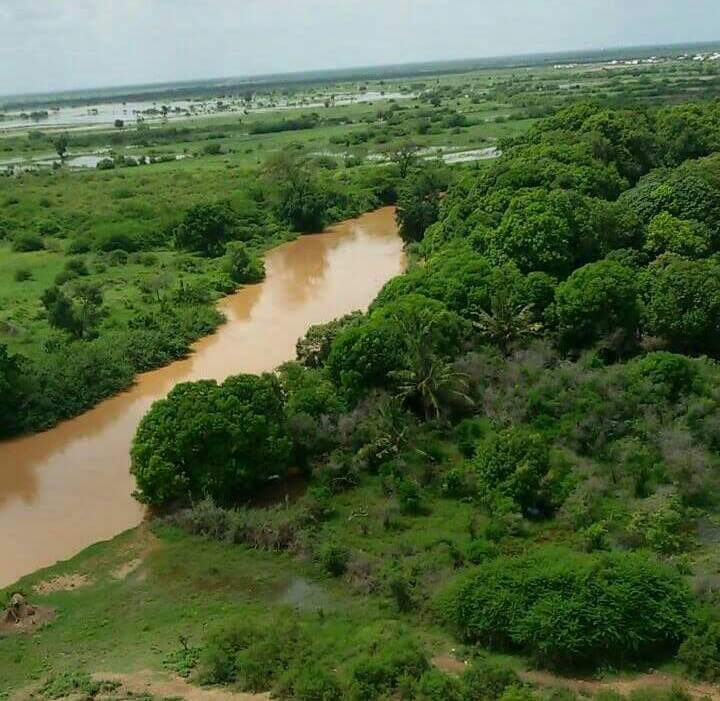
Der Shabelle bei Jowhar

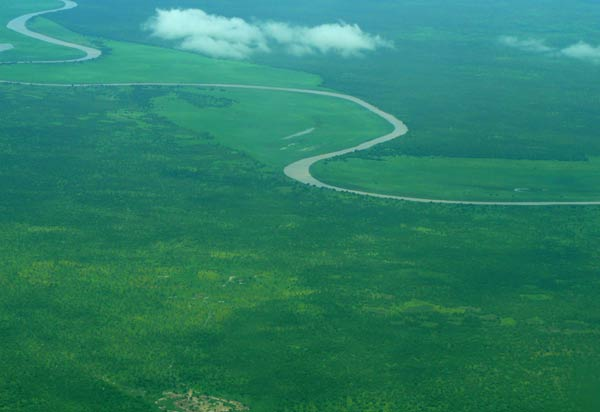
Der Sobat während der Regenzeit

- Atbara
- Awash
- Baro
- Belese
- Blauer Nil
- Dawa
- Didessa
- Ganale
- Gojeb
- Mareb
- Omo
- Shabelle
- Sobat
- Tekeze-Setit
- Webi Gestro

## Seen
- Abajasee

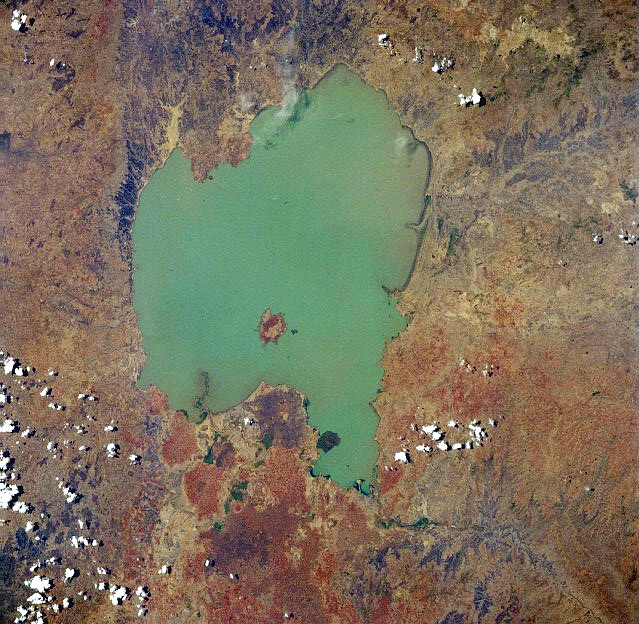
Der Tanasee ist mit etwa 3000 km² der flächenmäßig größte See in Äthiopien

- Abbe-See (auf der Grenze zu Dschibuti)
- Abijatta
- Afombosee
- Afrerasee
- Ara-Shetan-Maar
- Ashangisee
- Awasasee
- Bakilisee
- Basaka-See
- Cadabassasee
- Chamosee
- Chew Bahir
- Chomensee
- Hardibosee
- Hayksee
- Karumsee
- Shala
- Tanasee
- Tirbasee
- Turkana-See (hauptsächlich in Kenia)
- Zengenasee
- Zway

## Stauseen
- Koka-Stausee
- Tekeze-Talsperre